# Wladimir Georgiew (Schachspieler)
Wladimir Georgiew (bulgarisch Владимир Георгиев, beim Weltschachverband FIDE Vladimir Georgiev; * 27. August 1975 in Dobritsch) ist ein nordmazedonischer Schachspieler.
Im Jahr 1991 wurde er in Mamania Zweiter der U16-Europameisterschaft hinter Andrei Istrățescu. Die bulgarische Einzelmeisterschaft konnte er 1995 in Sofia gewinnen und die nordmazedonische Einzelmeisterschaft 2007. Er spielte für Bulgarien bei der Schacholympiade 1996 und für Nordmazedonien bei den Schacholympiaden: 2002 bis 2012 und 2018. Außerdem nahm er sechsmal an den europäischen Mannschaftsmeisterschaften (1999 für Bulgarien, zwischen 2003 und 2011 für Nordmazedonien) teil. Im Schach-Weltpokal 2007 schied er in der ersten Runde gegen Bartosz Soćko aus.
In Deutschland spielte er für den USC Magdeburg, in Frankreich für den Club de Mulhouse Philidor, in Belgien für die Mannschaft von Cercle des Echecs de Charleroi, mit der er 2012 Meister wurde, und in Norwegen für den Nordstrand Sjakklubb..
Im Jahre 1994 wurde ihm der Titel Internationaler Meister (IM) verliehen, 2000 der Titel Großmeister (GM). Seit 2014 trägt er den Titel FIDE-Senior-Trainer.
| Die zur Anzeige dieser Grafik verwendete Erweiterung wurde dauerhaft deaktiviert. Wir arbeiten aktuell daran, diese und weitere betroffene Grafiken auf ein neues Format umzustellen. (Mehr dazu) |